# Sabeh Jerbi
Sabeh Jerbi, née en 1986, est une haltérophile tunisienne.

## Carrière
Sabeh Jerbi est médaillée de bronze dans la catégorie des moins de 69 kg aux championnats d'Afrique 2000 à Yaoundé.
Elle participe aux championnats d'Afrique 2004 à Tunis, où elle est médaillée de bronze à l'arraché, à l'épaulé-jeté et au total dans la catégorie des moins de 75 kg.